# Casinaria elegantula
Casinaria elegantula är en stekelart som beskrevs av Maheshwary och Gupta 1977. Casinaria elegantula ingår i släktet Casinaria och familjen brokparasitsteklar. Inga underarter finns listade.